# برایان فرناندز
برایان فرناندز (انگلیسی: Brian Fernández؛ زادهٔ ۲۶ سپتامبر ۱۹۹۴) بازیکن فوتبال اهل آرژانتین است.
از باشگاه‌هایی که در آن بازی کرده‌است می‌توان به باشگاه فوتبال راسینگ کلوب آویاندا اشاره کرد.